# Gdańsk Kokoszki
Gdańsk Kokoszki – bocznica szlakowa i przystanek osobowy w Gdańsku, w dzielnicy Kokoszki.
Do 2018 towarowa stacja kolejowa w Gdańsku na linii kolejowej nr 234. Od 11 marca 2024 na nowym peronie (bajpas kartuski), zatrzymują się pociągi Polregio w relacji Gdańsk Wrzeszcz - Kartuzy - Gdańsk.

## Historia
Stacja powstała w 1914 jako stacja pasażerska. Do 1945 obsługiwała linię Gdańsk Wrzeszcz – Stara Piła. W 1973 ruch pasażerski ze Starej Piły został wstrzymany.
25 czerwca 1942 nazwa stacji została zmieniona z Kokoschken na Gockelsdorf, a 30 stycznia 1943 na Burggraben.
W 2018 miasto Gdańsk sprzedało, należącą od 1994 do samorządu, działkę, przez którą przebiegały tory bocznicowe łączące stację z terenem firm ArcelorMittal i Pekabex. Po torach tych od 2011 transportowano wyroby stalowe i budowlane (ok. 480 wagonów rocznie). 7 listopada 2018 zostały one zablokowane przez nowego właściciela, co spowodowało wstrzymanie ruchu pociągów na bocznicy, po czym tory zostały rozebrane. Uwięzione na bocznicy wagony kosztem pół miliona zł zostały przetransportowane na tory PLK z wykorzystaniem transportu drogowego. 28 stycznia 2021 firma ArcelorMittal zawarła ugodę z nowym właścicielem działki. Fragment tejże: „W ramach ugody należący do HMT Polska teren zostanie wydzierżawiony ArcelorMittal [...] w celu rewitalizacji i modernizacji toru numer 200 oraz wznowienia i prowadzenia na nim ruchu kolejowego. [...]”.
W 2023 w pobliżu dawnego dworca wybudowano dwa perony w ramach inwestycji realizowanej przez PKP PLK – tzw. bajpas kartuski.
W lutym 2024, po 51 latach, do Kokoszek wjechał pierwszy pociąg z pasażerami. Był to przejazd zorganizowany przez poznański TurKol.
Budynek dworca wpisany jest do gminnej ewidencji zabytków miasta Gdańska.

## Galeria

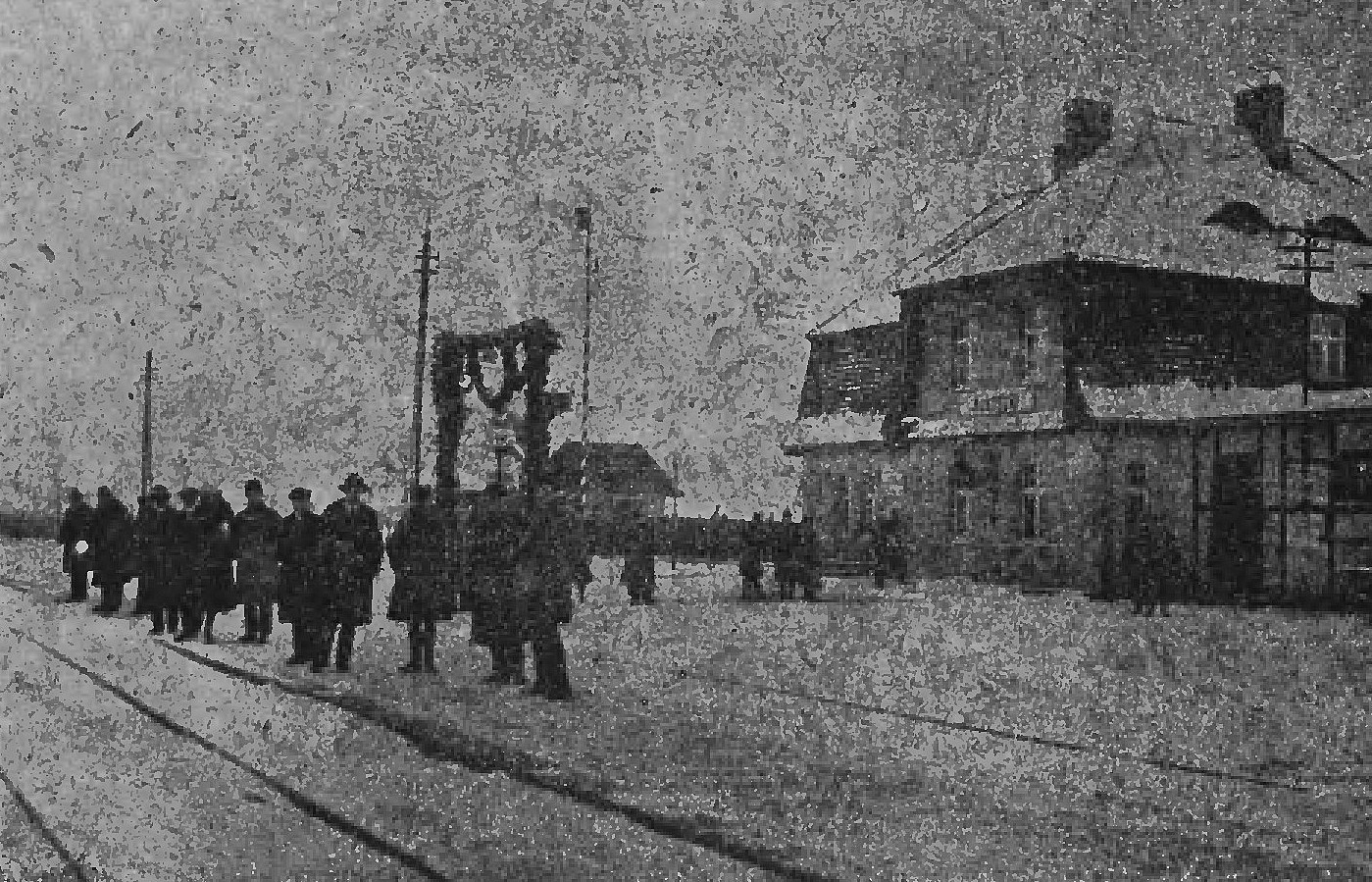
Poświęcenie stacji 20 listopada 1921
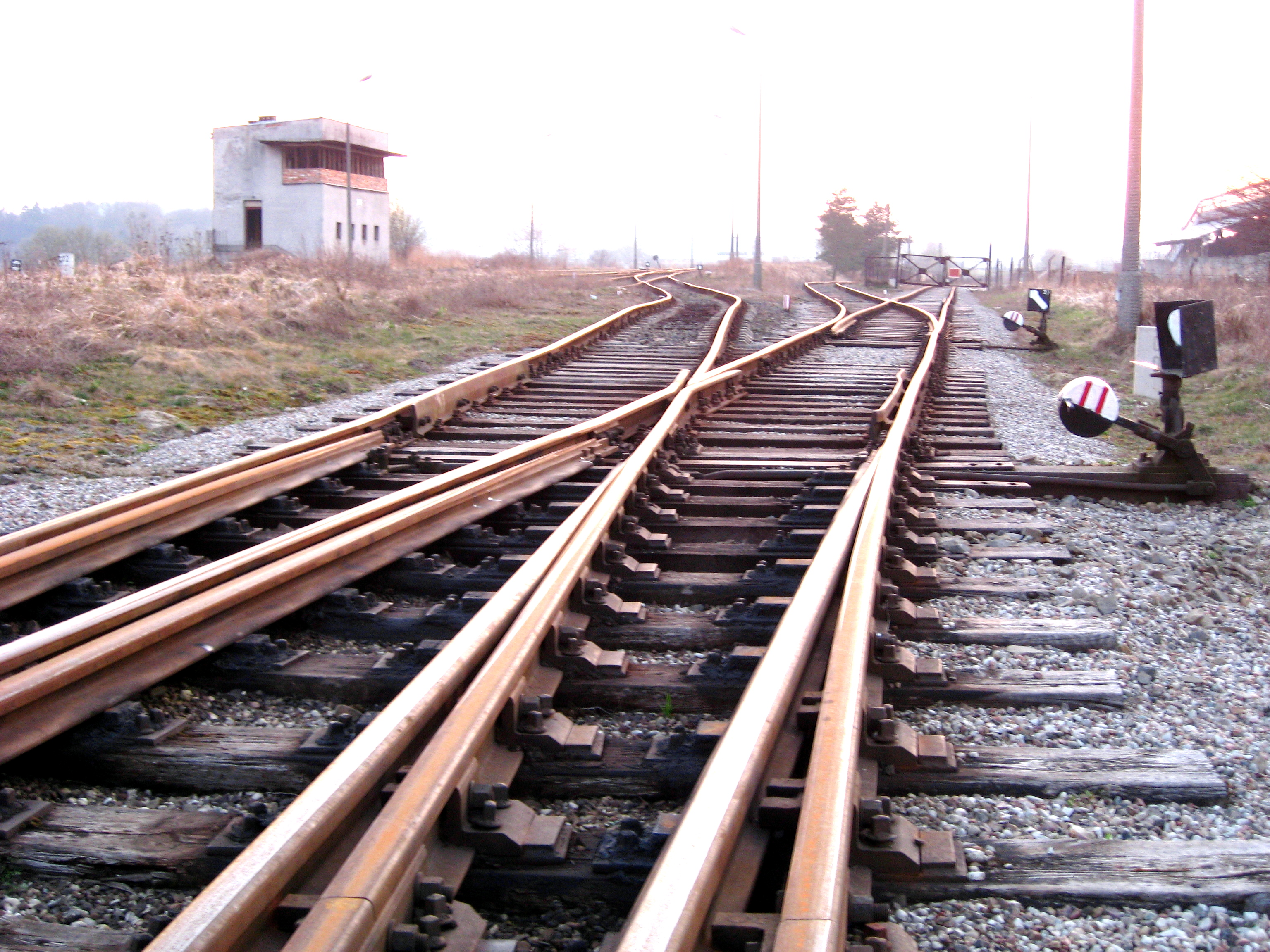
Zdewastowana nastawnia
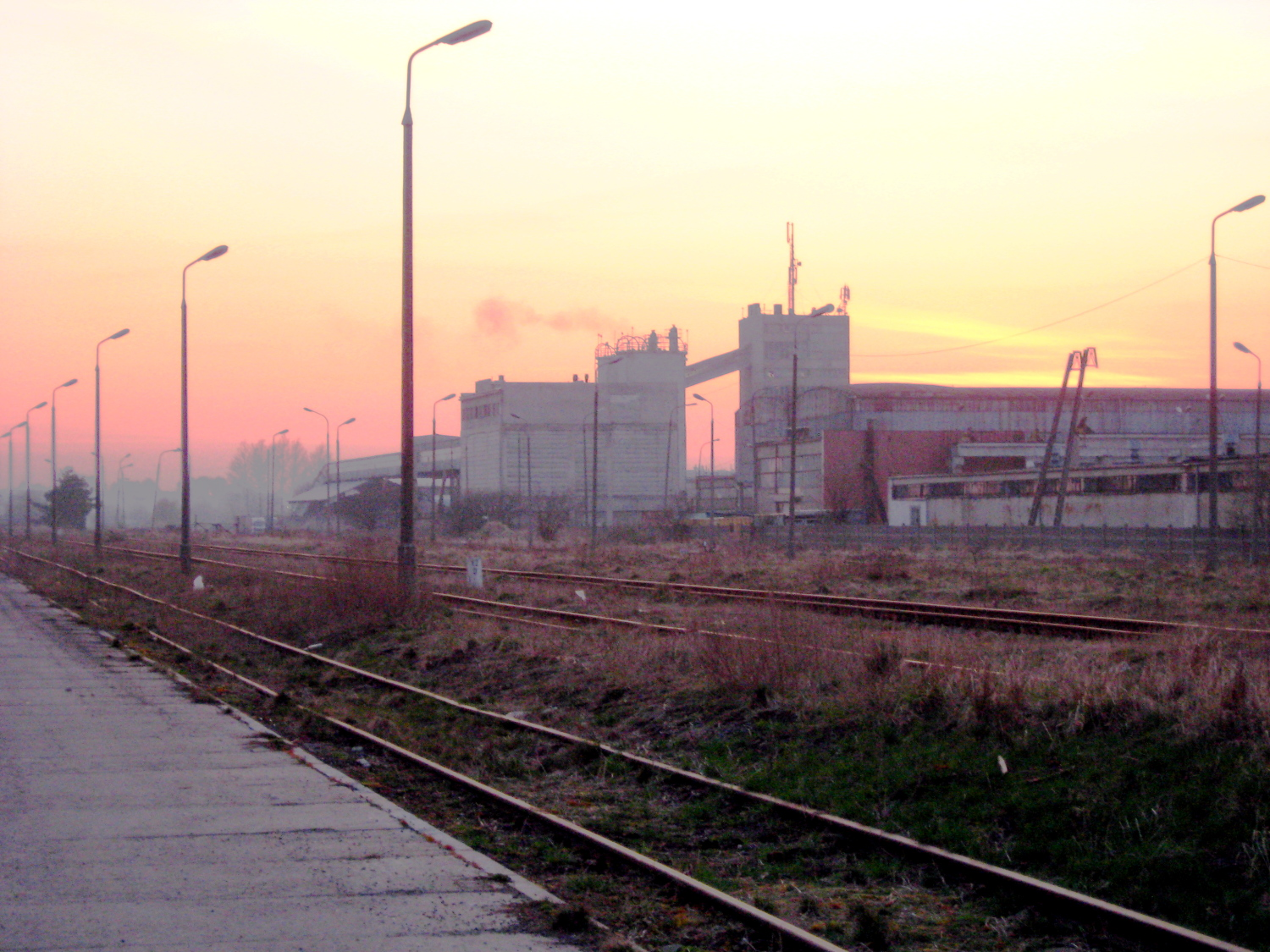
Fragment peronu i zakłady PB Kokoszki – Wytwórnia Elementów Prefabrykowanych